# 九鬼隆治
九鬼隆治（くかみ たかはる、1886年6月21日 - 1980年3月25日）は、日本の旧華族（子爵）である。綾部藩10代藩主・九鬼隆備の長男であり、綾部九鬼家11代当主。皇道宣揚会（高御位神宮）の創設者。

## 経歴
1886年（明治19年）6月21日、旧綾部藩10代藩主・九鬼隆備子爵の長男として誕生する。1897年（明治30年）に家督を相続し、襲爵する。学習院高等科を卒業したのち、東京政治学校を卒業。1916年（大正5年）には帝国殖産取締役を勤めていた。河尻咲子と結婚し、1918年（大正7年）に「夫人の郷里である」明石に居を移す。1922年（大正11年）には台湾証券交換所取締役および帝国美術保存会会頭を勤めていた。
隆治は、大本の主神である艮の金神は本来九鬼家が祭祀していたものであると主張し、大本と交渉し「其代償として九鬼家の為めに十万円の世襲財産と丹波綾部に邸宅を建築して贈る」話をつけた。大阪毎日新聞によれば隆治は「貧乏の上に無鉄砲で、華族仲間でも相手にしていない程の殿様」という評の人物であり、家宝を質に出すほどに困窮していた。大本との交渉が難航するなかで、1916年（大正5年）、「両者の争いの間に割り込んだ」津下精一なる人物と知り合った。1919年（大正8年）より彼に生活費を送金してもらうようになり、一方の津下は隆治の人脈を用いて贋作の書画に山岡直記（山岡鉄舟の子）による箱書をつけくわえさせたりした。津下の蓄財は収入印紙の横領によるものであり、彼は1921年（大正10年）に逮捕された。
1920年（大正9年）、自邸の長持の底から艮の金神の御神体を発見したとして、皇道宣揚会なる宗教団体を興した。協賛員として近衛文麿、鳩山一郎、板垣征四郎といった人物を集め、1934年（昭和9年）には昭和天皇即位の御大礼で使われた材木を用いて、高御位山の麓に本庁および修養道場を建てた。植芝盛平などもここで武道を教えた。
彼は自らの教勢をのばすため、神道研究家の三浦一郎に家伝であるという『九鬼文書』を渡し、研究をおこなわせた。昭和16年（1941年）、三浦はこれを『九鬼文書の研究』という書籍にまとめた。しかし、隆治の『九鬼文書』は明らかに大本の教義および『竹内文書』からの影響を色濃く受けた偽書であり、特に前者については強く問題視された。昭和18年（1943年）におこなわれた座談会では國學院大學教授の島田春雄らが「不敬である」と三浦を論難し、同年には三浦は特高警察から5ヶ月に及ぶ取り調べを受けることになった。戦後、皇道宣揚会は高御位神宮として改組された。同神社は隆治の子である宗隆が主宰したが、彼が熊野大社の宮司となったのちはその子である家隆が継ぐところとなった。家隆が熊野神社の宮司となったのちは、諏訪神社の宮司を勤めた朝田寿海が宮司をつとめることとなった。